# GET-ligaen 2011/2012
Sezóna 2011/2012 byla 73. sezónou Norské ligy. Obhájcem titulu byl tým Sparta Sarpsborg. Mistrem se stal tým Stavanger Oilers.

## Základní část
| Vysvětlivky                 |
| --------------------------- |
| Tým postupující do play off |
| Tým hrající baráž           |

| Poř. | Tým                | Z  | V  | VP | VSN | PSN | PP | P  | Skóre   | B   |
| ---- | ------------------ | -- | -- | -- | --- | --- | -- | -- | ------- | --- |
| 1.   | Stavanger Oilers   | 45 | 35 | 1  | 2   | 1   | 0  | 6  | 216:100 | 112 |
| 2.   | Lørenskog IK       | 45 | 30 | 1  | 2   | 1   | 0  | 11 | 190:102 | 91  |
| 3.   | Vålerenga Ishockey | 45 | 28 | 0  | 1   | 1   | 1  | 14 | 209:131 | 88  |
| 4.   | Lillehammer IK     | 45 | 26 | 0  | 1   | 5   | 0  | 13 | 168:106 | 85  |
| 5.   | Sparta Sarpsborg   | 45 | 22 | 2  | 3   | 1   | 1  | 16 | 166:112 | 75  |
| 6.   | Storhamar Ishockey | 45 | 20 | 0  | 2   | 2   | 2  | 19 | 148:146 | 71  |
| 7.   | Stjernen           | 45 | 16 | 1  | 0   | 2   | 0  | 26 | 114:167 | 55  |
| 8.   | Rosenborg IHK      | 45 | 14 | 1  | 2   | 1   | 0  | 27 | 113:165 | 52  |
| 9.   | Manglerud Star     | 45 | 7  | 0  | 2   | 2   | 0  | 34 | 84:202  | 27  |
| 10.  | Frisk Asker        | 45 | 5  | 0  | 1   | 0   | 2  | 37 | 78:255  | 19  |

## Play off

### Čtvrtfinále
- Stavanger Oilers – Rosenborg IHK 4:0 na zápasy (9:1, 6:2, 10:1, 7:1)
- Lørenskog IK – Stjernen 4:0 na zápasy (7:0, 4:1, 6:3, 2:0)
- Vålerenga Ishockey – Storhamar Ishockey 4:3 na zápasy (2:3, 3:4, 4:1, 5:1, 3:1, 1:2, 3:1)
- Lillehammer IK – Sparta Sarpsborg 4:3 na zápasy (1:2, 4:3, 4:3, 2:5, 4:2, 3:4, 3:0)

### Semifinále
- Stavanger Oilers – Lillehammer IK 4:0 na zápasy (3:0, 5:4 PP, 6:5, 6:4)
- Lørenskog IK – Vålerenga Ishockey 4:2 na zápasy (2:4, 5:2, 1:0 PP, 4:3, 0:2, 2:1 PP)

### Finále
- Stavanger Oilers – Lørenskog IK 4:2 na zápasy (1:3, 4:3, 8:5, 2:3, 4:3 P, 2:1)

## Baráž
V baráži se systémem dvoukolově každý s každým utkaly poslední dva týmy tohoto ročníku GET-ligaen a první dva týmy divize 1.
| Vysvětlivky                                                    |
| -------------------------------------------------------------- |
| Tým kvalifikující se do dalšího ročníku GET-ligaen             |
| Tým hrající v dalším ročníku divize 1 (druhé nejvyšší soutěže) |

| Poř. | Tým              | Z | V | VP | PP | P | Skóre | B  |
| ---- | ---------------- | - | - | -- | -- | - | ----- | -- |
| 1.   | Tønsberg Vikings | 6 | 3 | 2  | 1  | 0 | 32:17 | 14 |
| 2.   | Frisk Asker      | 6 | 2 | 1  | 3  | 0 | 24:18 | 11 |
| 3.   | Manglerud Star   | 6 | 2 | 2  | 0  | 2 | 16:14 | 10 |
| 4.   | Comet Halden     | 6 | 0 | 0  | 1  | 5 | 13:43 | 1  |